# 蓁子内親王
蓁子内親王（もりこないしんのう）は、光格天皇第七皇女。宝鏡寺門跡。法諱は理欽。理欽内親王とも。死後に内親王宣下を受け、「蓁子」「理欽」ともに死後に付けられた名であり、生前には名乗っていない。

## 経歴
文政7年5月11日（1824年6月7日）誕生。幼名は欽宮。父は光格天皇、母は小侍従局富小路明子。中宮欣子内親王が准母となり養育した。
文政8年12月26日（1826年2月2日）、宝鏡寺を相続が決定するも、光格天皇の皇女で幼少期に夭折せずに成長したのは欽宮のみであり、愛育する天皇・中宮は手元から離したがらず、得度はされず宮中で養育された。12月14日髪置。
天保13年1月10日（1842年2月19日）病により薨去。喪を秘して同14日内親王宣下され「蓁子」と名付けられ、また同15日得度出家したこととされ「霊厳理欽」の法名を名付けられた。公的な死去は同17日。真如院宝鏡寺宮墓地に埋葬。享年19歳（満17歳）。